# Junge Wilde

Le terme Junge Wilde est à l'origine un groupe de jeunes physiciens qui, dans années 1920 et 1930, se sont inspirés de nouvelles façons de penser pour leurs recherches en mécanique quantique.
Le terme a ensuite fait référence aux courants dans la peinture de la fin des années 1970 et au début des années 1980, puis aux politiciens.
Dans le même temps, l'expression est utilisée dans tous les segments de la société : lorsque des personnes ou des groupes sont sur le point de remplacer les "établis" (en sport, littérature, théâtre, cinéma, cuisine, etc.), on les désigne souvent par « Junge Wilde ».

## Mouvement artistique
En 1978, le style de peinture Junge Wilde est apparu dans le monde germanophone en opposition à l'art établi d'avant-garde, d'art minimal et d'art conceptuel, avant d'être transposé au mouvement transavantguardia en Italie, au néo-expressionnisme aux États-Unis et à la figuration libre en France. Les Junge Wilde ont réalisé des peintures expressives dans des couleurs vives et intenses et avec des coups de pinceau rapides et larges, très influencés par Karl Horst Hödicke (né en 1938), professeur à l'Académie des arts de Berlin. Ils étaient parfois appelés « Neue Wilde » (Nouveaux Fauves).

### Artistes influents
- Allemagne :
  - Berlin : Luciano Castelli, Rainer Fetting, Andreas Walther, Helmut Middendorf, Salomé, Bernd Zimmer, Elvira Bach, Peter Robert Keil
  - Cologne : Hans Peter Adamski, Peter Bömmels, Walter Dahn, Jiří Georg Dokoupil, Leiko Ikemura, Gerard Kever, Gerhard Naschberger, Volker Tannert, Elias Maria Reti, Stefan Szczesny
  - Dresde : A. R. Penck
  - Düsseldorf : Moritz Reichelt, Jörg Immendorff, Albert Oehlen, Markus Oehlen, Martin Kippenberger, Markus Lüpertz, Werner Buettner, Horst Gläsker, Peter Angermann
  - Karlsruhe : Bernd Erich Gall
- Autriche : Siegfried Anzinger, Erwin Bohatsch, Herbert Brandl, Gunter Damisch, Hubert Scheibl, Hubert Schmalix, G.L. Gabriel-Thieler
- Danemark : Berit Heggenhougen-Jensen, Nina Sten-Knudsen
- Suisse : Martin Disler